# Ян Си
Ян Си (кит. 楊羲, пиньинь yang xi, 330—386) — даос, основатель школы даосизма Шанцин (Высшей Чистоты). Происходит из аристократического клана южного Китая.
Оставил после себя много сочинений, которые потом были включены в канонические книги, при этом довольно мало известно из его биографии. Был тесно связан с влиятельной семьёй Сюй и чиновником высокого ранга Сюй Ми (許謐, 303—373?), старший брат которого Сюй Май (300—348) оставил службу и отправился в горы, где, согласно представлениям школы Шанцин, обрёл бессмертие. Он также был лично знаком с Люй Пу (刘璞) — сыном «мастера глубины» — святой госпожи Вэй Хуацунь, которые в 364 году передали ему тексты, оставленные матерью.
Ян Си практиковал контакты с «совершенными людьми», которые спускались с небес Высшей чистоты, передавая ему откровения. К нему приходили также Сюй Май и Вэй Хуацунь. Визуализации осуществлялись с использованием галлюциногенных препаратов и сопровождались чудесными видениями. Входя в транс, Ян Си тщательно записывал свои откровения палочкой на песке.
Полученные тексты он обсуждал их с Сюй Ми и его сыном Сюй Хуэем. Когда он получал откровения, небожители водили его рукой. Сюй Ми и его сын также переписывали тексты откровений и распространяли их среди избранного круга лиц в кругу чиновничьей аристократии.
Ян Си, Сюй Ми и Сюй Хуэй основались на горе Маошань, гору стали посещать многочисленные паломники.
Ян Си считается вторым патриархом школы Шанцин (после Вэй Хуацунь); после него третьим патриархом стал Сюй Ми. Позднее Тао Хунцин собрал и упорядочил все откровения небожителей, пришедшие через Ян Си или переписанные Сюй Ми и Сюй Хуэем — это было несколько десятков сочинений.